# Banda de música da UDN
A banda de música da União Democrática Nacional foi um grupo de oradores parlamentares à época da constituição brasileira de 1946 até 64, conhecidos por fustigarem os sucessivos governos do Partido Social Democrático e do Partido Trabalhista Brasileiro. Seus nomes mais notáveis foram Carlos Lacerda, Afonso Arinos de Melo Franco, Adauto Lúcio Cardoso, Olavo Bilac Pinto, José Bonifácio Lafayette de Andrada, Aliomar Baleeiro e Prado Kelly.